# Sandblodbi
Sandblodbi (Sphecodes pellucidus) är en biart som beskrevs av Smith 1845. Den ingår i släktet blodbin och familjen vägbin. Inga underarter finns listade.

## Beskrivning
Som alla blodbin har sandblodbiet ett nästan hårlöst huvud, mellankropp och bakkropp. Huvudet är brett, mera framträdande hos honan. Bakkroppen är svart utom den blodröda främre delen av bakkroppen. Hos honan omfattar den röda färgen på bakkroppen tergiterna 1 till 3, medan hanen endast är röd på tergit 2 (dock med ett svart tvärband) och på större delen av tergit 2. Honan har relativt långa hår på främre delen av tergit 1, medan hanen har ansiktet täckt av vit, tät behåring. Honan är 8 till 10 mm lång, hanen 7 till 9 mm.

## Ekologi
Sandblodbiet föredrar sandiga områden, som sanddyner, halvöknar, grus- och sandtäkter, tallskog på hedmark, och även torr ruderatmark. De övervintrande honorna flyger från slutet av mars till juni, årsdjuren i juli till oktober (maj till mitten av september i norra Sverige). Arten är polylektisk, den kan hämta nektar från många växtfamiljer, som korgblommiga växter (på våren maskrosor, senare på året höstfibbla, baldersbrå och kanadensiskt gullris), grobladsväxter (strimsporre), ljungväxter (ljung), fetbladsväxter och videväxter.

### Fortplantning
Arten är en boparasit. Honan bygger inga egna larvbon, utan lägger sitt ägg i bona av andra bin, där hon dödar värdägget eller -larven, så hennes avkomma kan leva på hela det insamlade matförrådet. Det enda bekräftade värdbiet är mosandbi, medan flodsandbi, fibblesmalbi, silversandbi, ängssandbi, slåttersandbi, sandbina Andrena ventralis och Andrena wilkella, samt smalbiet Lasioglossum prasinum är andra, misstänkta värdarter.

## Utbredning
Arten förekommer i Europa från södra Spanien, södra Iberiska halvön och Kreta i söder norrut till Sverige och Finland, samt från Nordirland och Iberiska halvön i väster till euorpeiska Ryssland i öster. Den finns även i Nordafrika och delar av Asien.
I Sverige förekommer arten i hela Götaland, större delen av Svealand och södra Norrland med enstaka observationer även längre norrut. Den nordligste förekomsten påträffades i Vuollerim nära Jokkmokk.
I Finland finns sandblodbiet från Åland och sydkusten till Kajanaland och Norra Österbotten med ett halvdussin fynd i sydvästra Lappland och det nordligaste fyndet från 2014 i Ivalo i nordöstra Lappland.

## Bevarandestatus
Arten är vanlig i många delar av sitt utbredningsområde, och klassificerad som livskraftig både globalt, i Finland och i Sverige.